# Henry Clive
Henry Clive, nom d'artiste d'Henry O'Hara, né le 3 octobre 1883 à Melbourne et mort le 12 décembre 1960 à Los Angeles, est un prestidigitateur, peintre et illustrateur américain.

## Biographie

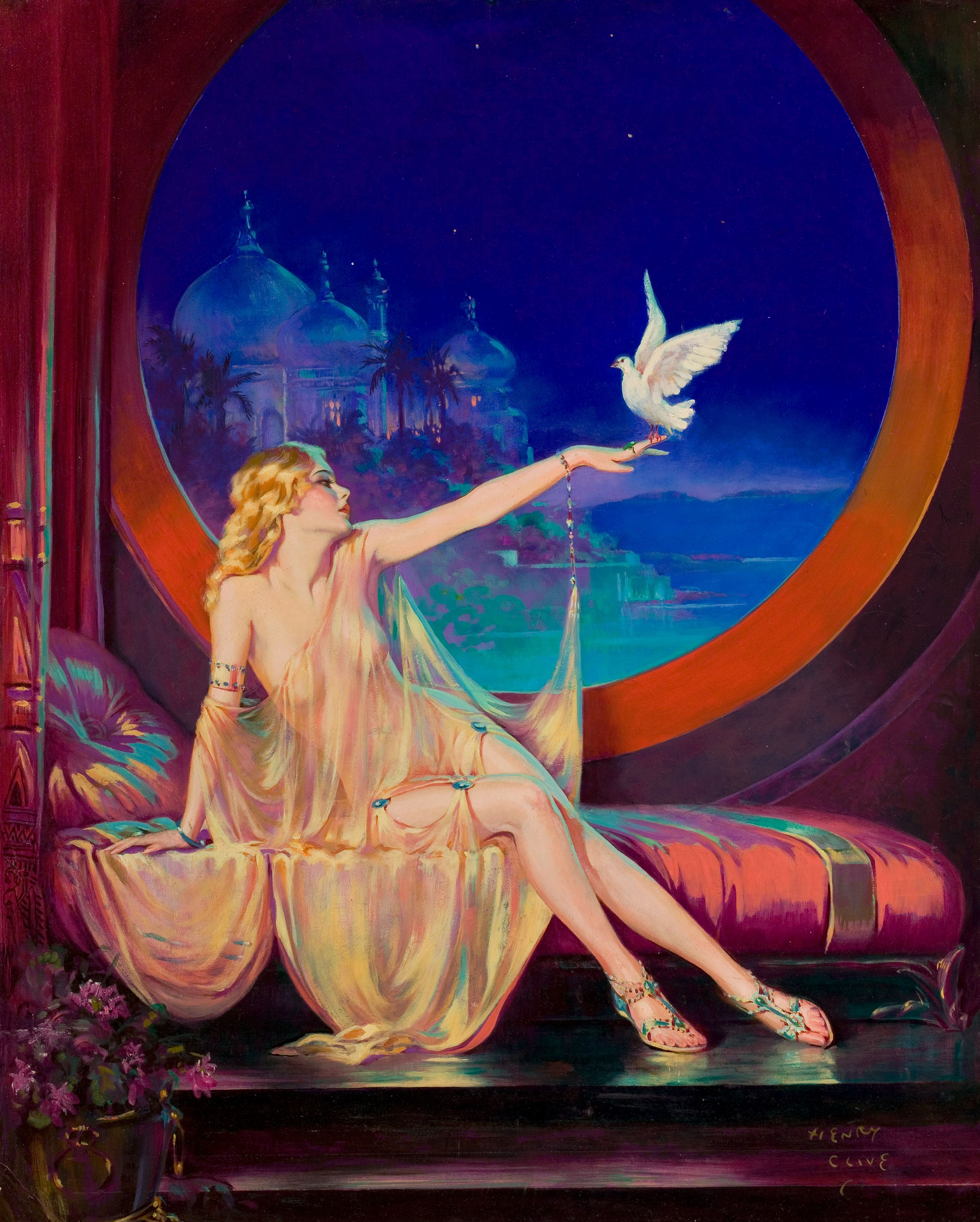
La Sultane (1925).

Henry Clive grandit aux environs de Melbourne. Il commence sa carrière comme prestidigitateur, sous divers noms de scène. Émigré aux États-Unis au début du XXe siècle, il joue dans plusieurs films muets.
Il est surtout connu comme illustrateur, affichiste et décorateur; sa carrière s'étend des années 1920 aux années 1950. Il réalise des centaines d'illustrations et de couvertures de magazines, des tableaux consacrés aux stars (surtout féminines) d'Hollywood, Charlie Chaplin l'emploie comme directeur artistique. Il publie régulièrement des illustrations et des couvertures dans des magazines comme The American Weekly, Smart Set, Theatre Magazine, Picture-Play Magazine, Ziegfeld Theatre.

## Œuvre

### Affiches
- vers 1921 : affiches pour Le Cheik, avec Rudolph Valentino.

### Illustrations
- 1946 : Dorothy Lamour as Kleopatra, huile sur carton, Grapefruit Moon Gallery, Minneapolis.